# Zipora Rubin-Rosenbaum
Zipora Rubin-Rosenbaum (geboren 1946) is een Israëlisch voormalig Paralympiër die dertig medailles heeft gewonnen op de Paralympische spelen van 1964 tot en met 1988. Zij kwam uit in atletiek, rolstoelbasketbal,zwemmen en tafeltennis.

## Sport
Rubin nam in 1964 voor het eerst deel aan de Paralympische Spelen. Zij nam deel aan vijf evenementen en won medailles in elke competitie: drie atletiekdisciplines (eenmaal goud, tweemaal brons), brons bij het vrouwendubbel bij tafeltennis (met landgenoot Mishani) en zilver bij het zwemmen.
In 1968 (Tel Aviv) voegde Rubin vier gouden en een zilveren medaille toe aan haar totaal. In 1972, in Heidelberg, won zij een gouden en een zilveren medaille in respectievelijk speerwerpen en kogelstoten. De Paralympische Spelen in Toronto in 1976 waren goed voor drie gouden medailles en een zilveren. Rubin won haar vierde gouden medaille in het speerwerpen tijdens de Spelen in Arnhem, in 1980, alsmede een bronzen medaille in het kogelstoten.
De Spelen in New York (1984) en Seoel (1988) leverden samen drie gouden, twee zilveren en twee bronzen medailles op. Rubin's laatste spelen waren die in 1992 in Barcelona waar zij geen medailles wist te behalen.
Rubin was ook deelnemer aan het rolstoelbasketbal team. Als zodanig nam zij deel aan de spelen van 1968 tot en met 1988 en won daarbij twee gouden, twee zilveren en een bronzen medaille.

## Overzicht Paralympische medailles
| Evenement       | Sport             | Resultaat | Onderdeel                                                            |
| --------------- | ----------------- | --------- | -------------------------------------------------------------------- |
| Tokio 1964      | Atletiek          | Goud      | Kogelstoten klasse D                                                 |
| Tokio 1964      | Atletiek          | Brons     | Discuswerpen klasse D, Speerwerpen klasse D                          |
| Tokio 1964      | Zwemmen           | Zilver    | 50 meter vrije slag Prone cauda equina                               |
| Tokio 1964      | Tafeltennis       | Brons     | Tafeltennis Dubbelspel klasse C                                      |
| Tel Aviv 1968   | Atletiek          | Goud      | Kegelwerpen klasse D, Speerwerpen klasse D, Vijfkamp speciale klasse |
| Tel Aviv 1968   | Atletiek          | Zilver    | Kogelstoten klasse D                                                 |
| Tel Aviv 1968   | Rolstoelbasketbal | Goud      | team                                                                 |
| Heidelberg 1972 | Atletiek          | Goud      | Speerwerpen klasse 5                                                 |
| Heidelberg 1972 | Atletiek          | Zilver    | Kogelstoten klasse 5                                                 |
| Heidelberg 1972 | Rolstoelbasketbal | Brons     | team                                                                 |
| Toronto 1976    | Atletiek          | Goud      | Speerwerpen klasse 5, Vijfkamp klasse 5, Kogelstoten klasse 5        |
| Toronto 1976    | Atletiek          | Zilver    | Discuswerpen klasse 5                                                |
| Toronto 1976    | Rolstoelbasketbal | Goud      | team                                                                 |
| Arnhem 1980     | Atletiek          | Goud      | Speerwerpen klasse 5                                                 |
| Arnhem 1980     | Atletiek          | Brons     | Kogelstoten klasse 5                                                 |
| Arnhem 1980     | Rolstoelbasketbal | Goud      | team                                                                 |
| New York 1984   | Atletiek          | Goud      | Discuswerpen klasse 6, Speerwerpen klasse 5                          |
| New York 1984   | Atletiek          | Zilver    | Kogelstoten klasse 5, Vijfkamp klasse 5                              |
| New York 1984   | Rolstoelbasketbal | Zilver    | team                                                                 |
| Seoel 1988      | Atletiek          | Goud      | Speerwerpen klasse 5                                                 |
| Seoel 1988      | Atletiek          | Brons     | Kogelstoten klasse 5, Vijfkamp klasse 5-6                            |